# 下羽栗村
下羽栗村（しもはぐりむら）は、かつて岐阜県羽島郡に存在した村である。
笠松町の東部一帯、木曽川沿いの地域である。現在の地名は、米野、江川、無動寺、中野、円城寺である。

## 歴史
- かつてこの地域は尾張国葉栗郡であったが、1586年（天正14年）の大洪水により木曽川の流れが大きく変わり、葉栗郡の新たな木曽川の北岸の地域は、羽栗郡に改称され、美濃国に編入される。
- 1897年（明治30年）4月1日[1] - 羽栗郡と中島郡が合併して羽島郡となる。羽栗郡円城寺村、中野村、無動寺村、江川村、米野村が合併し羽島郡下羽栗村が発足。
- 1955年（昭和30年）4月1日 - 笠松町と合併し、改めて笠松町が発足。同日下羽栗村廃止。

## 小・中学校
- 下羽栗村立下羽栗小学校（現・笠松町立下羽栗小学校）
- 上羽栗村下羽栗村中学校組合立羽栗中学校

## 神社・仏閣
- 河野円城寺
- 光得寺
- 日枝神社
- 秋葉神社（芭蕉踊）

## 史跡
- 米野の戦い
- 無動寺城址